# Erwin Brugger
Erwin Brugger (* 9. Juni 1920 in Lauterbach (Schwarzwald); † 1. Juni 1987 in Gammertingen) war ein Oberstudiendirektor und hohenzollerischer Landespolitiker.
Der Sohn eines Volksschullehrers besuchte bis 1936 die Realschule in Schramberg und anschließend bis zum Abitur die Oberschule für Jungen in Geislingen an der Steige. Ab April 1938 leistete Brugger seine Arbeits- und Wehrdienstpflicht, zunächst beim  RAD, ab November 1938 bei der  Luftwaffe, der er auch während des Krieges angehörte. Nach einer Tätigkeit in einer Baufirma immatrikulierte sich Brugger zum Sommersemester 1946 an der Universität Heidelberg zu einem Geografiestudium. Von dort wechselte er im Wintersemester 1947/48 an die Eberhard Karls Universität nach Tübingen. Mit den Nebenfächern Romanistik und englische Philologie absolvierte Brugger hier ein Lehramtsstudium und legte im März 1950 die erste Dienstprüfung für die Sekundarstufe ab. Nach dem Referendariat in Tuttlingen und dem Vorbereitungsdienst in Tübingen folgte im Herbst 1951 die zweite Prüfung. Parallel schrieb Brugger seine Doktorarbeit. Anschließend wurde er Studienrat am Progymnasium in Haigerloch.
Seit 1952 leitete Brugger das neu gegründete Progymnasium in Gammertingen, dessen Ausbau zum Vollgymnasium er als Schulleiter zügig vorantrieb und dem er, zuletzt als Oberstudiendirektor, bis zu seiner Pensionierung 1984 vorstand.
Brugger war 1958 Mitbegründer des Ortsverbandes der CDU in Gammertingen und bis 1965 dessen Vorsitzender. Von 1963 an war er im CDU-Landesvorstand Württemberg-Hohenzollern, zunächst als Beisitzer, von 1966 bis 1970 als Vertreter des Kreises Sigmaringen. Von 1973 bis 1976 im Bezirksvorstand der CDU Württemberg-Hohenzollern. Außerdem war Brugger von 1968 bis 1976 Kreisvorsitzender der CDU.
1985 wurde Brugger mit der Verdienstmedaille des Landes Baden-Württemberg ausgezeichnet.